# موريلو بوستامانتي
موريلو بوستامانتي (تلفظ برتغالي: /muˈɾilu bustɐˈmɐ̃tʃi/؛ مواليد 30 يوليو 1966) هو مقاتل فنون القتال المختلطة برازيلي معتزل.

## وصلات خارجية
- موريلو بوستامانتي على موقع يو إف سي (الإنجليزية)
- موريلو بوستامانتي على موقع شيردوغ (الإنجليزية)
- موريلو بوستامانتي على موقع Tapology.com (الإنجليزية)
- موريلو بوستامانتي على موقع IMDb (الإنجليزية)
- موريلو بوستامانتي على موقع قاعدة بيانات الفيلم (الإنجليزية)